# トロパ川
トロパ川（トロパがわ、ロシア語: Торопа）はロシアのトヴェリ州を流れる西ドヴィナ川の支流である。4月の初めに解氷し、12月半ばに全面的に凍りつく。川沿いに位置する行政区にはトロペツ市とスターラヤ・トロパ町(ru)がある。
上流には多数の湖があり、大きなものではヤッスィ(Яссы)湖とクーディンスコエ湖(ru)がある。トロペツの前後ではさらに大きなソロメンノエ湖(ru)とザリンコヴスコエ湖(ru)に流入する。ザリンコヴスコエ湖からスターラヤ・トロパまでの区域は森林の多い岸になっており、この区間を越えるとシュニントキノ(Шнидкино)湖に流入する。下流では再び岸辺は森がちになり、西ドヴィナ川へ合流する。川幅は30-40mである。